# Dublin GAA
Il Dublin County Board, più conosciuto come Dublin GAA, è uno dei 32 county board irlandesi responsabile della promozione degli sport gaelici nella contea di Dublino e dell'organizzazione dei match della propria rappresentativa (Dublino GAA è usato anche per indicare le franchigie degli sport gaelici della contea) con altre contee. Fu fondato nel 1888.

## Calcio gaelico
Dublino è la seconda squadra più titolata d'Irlanda nel calcio gaelico, avendo vinto la finale All-Ireland per 25 volte. Soltanto il Kerry conserva in bacheca più titoli, avendone vinti ben 38. Sebbene Dublino possa essere considerata una dual county, il football è lo sport più praticato e seguito.
A livello provinciale, Dublino è la forza dominante del Leinster, avendo vinto il titolo per 55 volte, spesso per vari anni di fila. Tuttora Dublino è campione in carica, avendo battuto nel 2015 Westmeath con un secco 2-13 a 0-06. Questo risultato ha significato l'aggiudicazione del quinti titolo Leinster di fila, il nono in un decennio nel quale il solo titolo di Meath ha interrotto per un anno, il 2010, un dominio pressoché assoluto.

### Storia
Dublino vinse il suo primo titolo All-Ireland nel 1891 battendo Cork per 2-1 ad 1-1 mentre l'anno seguente ebbero la meglio su Kerry. Dopo un anno di digiuno, il terzo titolo fu conquistato nel 1894 nuovamente contro Cork. Il secolo venne chiuso con una tripletta di vittorie: 1897, 1898, 1899, la prima e l'ultima sempre contro Cork, quella del 1898 contro Waterford. 
Una doppietta nel 1901 e 1902 contro Londra e addirittura una tripletta contro Cork e di nuovo Londra nel 1906, 1907 e 1908 contraddistinse il primo decennio del XX secolo, assolutamente tra i più prolifici per la franchigia, nel quale Dublino si era assicurata già 11 titoli nazionali, poco meno di un terzo di quelli complessivi.
Dopo un periodo di digiuni negli anni dieci, Dublino cominciò bene gli anni venti aggiudicandosi contro Mayo la finale del 1921, contro Galway del 1922 e contro Kerry del 1923. Kerry si sarebbe ripresa la rivincita l'anno successivo lottando poi per il resto dei titoli gli anni successivi. L'ascesa di Kildare nel Leinster decretò un periodo di insuccessi per la squadra della capitale, che per molti anni non si presentò più in finale. Fu solo infatti nel 1934, undici anni dopo, che Dublino ritrovò la finale All-Ireland, perdendo tuttavia contro Galway. Fu soltanto un'eccezione tuttavia, dato che negli anni successivi i Blues sparirono nuovamente dal panorama nazionale.

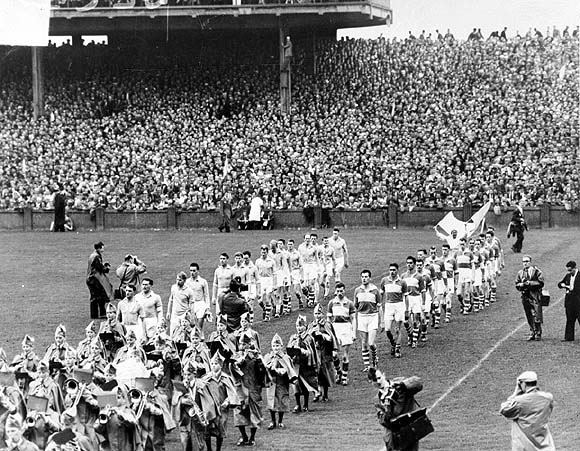
Parata delle squadre prima della finale del 1958, vinta da Dublino contro Derry

Fu nel 1942 che Dublino vinse il suo quindicesimo titolo contro Galway, dopo diciannove anni di digiuni. Iniziò un altro periodo di limbo fino al 1955, dove i Dubs persero in finale contro Kerry. La vittoria arrivò tre anni dopo, nella 1958 contro Derry: erano passati nuovamente 16 anni. La vittoria del 1963 fu l'unica degli anni sessanta.
Ben più importanti e prolifici furono gli anni settanta e l'inizio degli anni ottanta, segnati da una squadra ritenuta una delle migliori nella storia dello sport. Dublino si aggiudicò quattro titoli All-Ireland (1974, 1976, 1977 e 1983) e cinque Leinster Senior Football Championship, di cui quattro di fila. La finale del 1983 fu una delle più controverse della storia dello sport e passò alla ribalta come "la partita della vergogna" per l'alto tasso di scorrettezze e di violenza in campo e fuori dallo stadio. Fu anche l'ultima che avrebbe vinto la franchigia per molti anni.
Iniziò a metà anni ottanta un periodo di declino. Nel 1991, durante il Leinster Senior Football Championship, ci fu una sfida con Meath che andò incontro a tre replay (il quarto match fu vinto da Meath) aumentando una già grande rivalità tra le due franchige dovuta al fatto che Meath, vincendo quattro degli ultimi 5 titoli provinciali e 2 degli ultimi cinque nazionali, aveva preso il posto di Dublino come migliore franchigia del Leinster.
Il digiuno fu interrotto per un solo anno nel 1995 quando Dublino vinse la All-Ireland contro Tyrone: la finale fu segnata da un episodio penalizzante per la squadra dell'Ulster oggetto di numerose controversie e che avrebbe animato molto discussioni tra i tifosi di Tyrone fino alla finale vinta poi nel 2003.

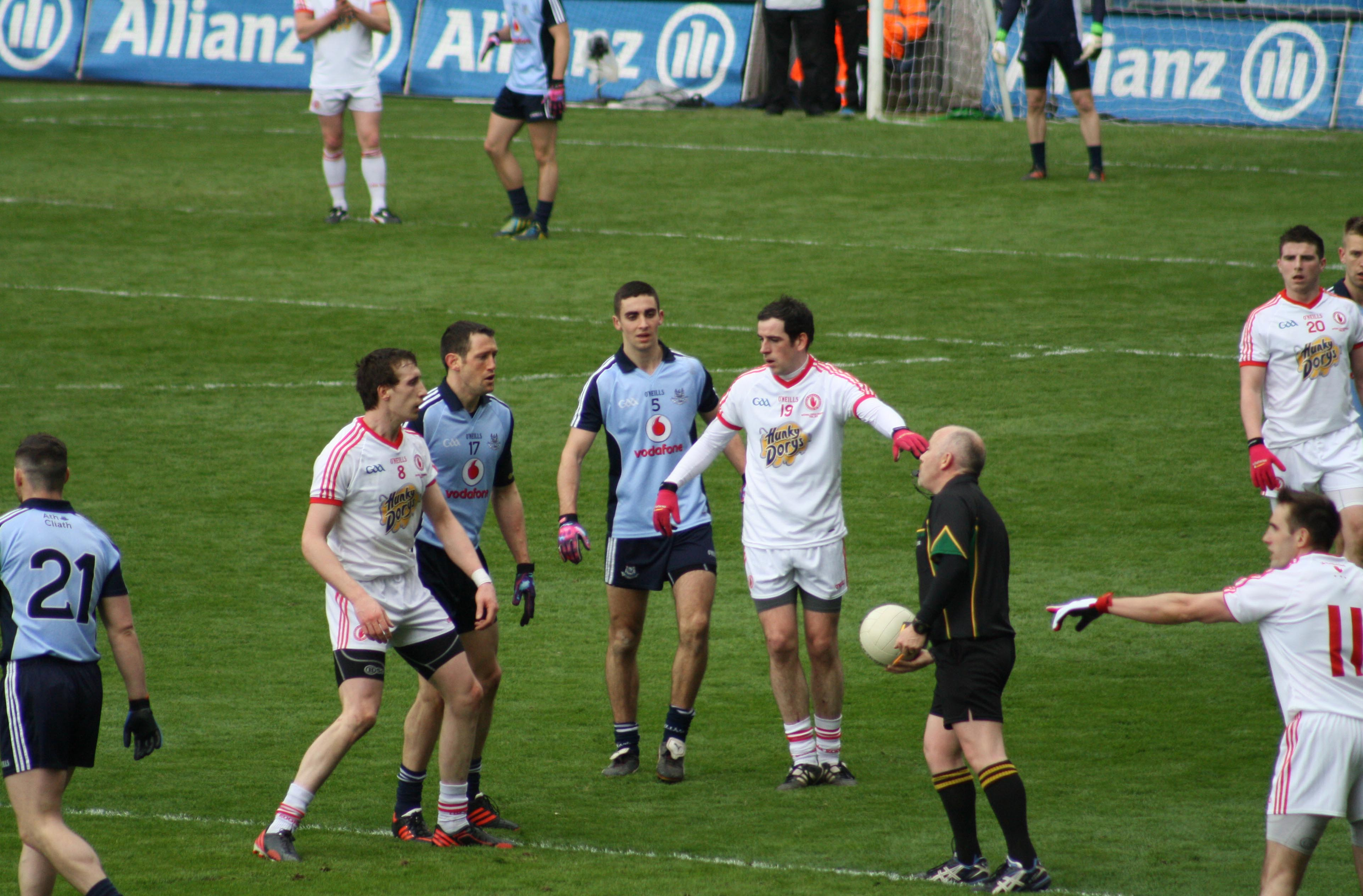
Dublino in campo contro Tyrone nel 2013

Gli anni 2000, dopo un inizio piuttosto buio, hanno visto l'ascesa di una forte compagine di Dublino che si è aggiudicata i titoli del 2011. La finale del 2011 sarà ricordata per una grande rimonta dei Dubs contro Kerry e il punto decisivo segnato allo scadere dal portiere, Stephen Cluxton, caso unico nella storia delle finali All-Ireland.
La 124ª finale del 2013 fu vinta invece contro Mayo con un solo punto di distacco. Il titolo, il secondo in tre anni, è stato possibile anche all'inspiegabile scelta in pieno recupero di Cillian O'Connor del Mayo di calciare una punizione sopra la traversa invece che tentare il gol che avrebbe sancito la vittoria.
I blues hanno mancato soltanto la finale del 2014, eliminati in semifinale dal sorprendente Donegal di Jim McGuinness contro ogni pronostico. L'anno successivo tornano di nuovo nella finalissima dopo un trionfo schiacciante nel Leinster contro Westmeath e un facile percorso iniziale contro Fermanagh trovando come unico vero ostacolo Mayo, vinta solo al replay dopo aver subito un'incredibile rimonta nel primo match. La finale col Kerry è stata nettamente dominata dai blues che si sono aggiudicati il 25º titolo nazionale. I titoli 2016 e 2017 sono stati agevolmente vinti dai dublinesi in entrambe le occasioni contro Mayo: nel 2016 solo a seguito di replay, nel 2017 di un solo punto allo scadere.
Dal 2010 la franchigia della capitale ha vinto cinque titoli, nelle ultime stagioni ben tre di fila.

### Titoli
La rappresentativa di calcio gaelico è la seconda più titolata d'Irlanda (dopo Kerry). Ha vinto 28 All-Ireland Senior Football Championship (ultimo nel 2018), 55 Leinster Senior Football Championships e la National Football League 12 volte (ultima nel 2018).
- All-Ireland Senior Football Championships: 28

1891, 1892, 1984, 1897, 1898, 1899, 1901, 1902, 1906, 1907, 1908, 1921, 1922, 1923, 1942, 1958, 1963, 1974, 1976, 1977
1983, 1995, 2011, 2013, 2015, 2016, 2017, 2018, 2019
- All-Ireland Under-21 Football Championships: 5

2003, 2010, 2012, 2014, 2017
- All-Ireland Minor Football Championships: 11

1930, 1945, 1954, 1955, 1956, 1958, 1959, 1979, 1982, 1984, 2012
- All-Ireland Junior Football Championships: 6

1914, 1916, 1939, 1948, 1960, 2008
- National Football League: 13

1953, 1955, 1958, 1976, 1978, 1987, 1991, 1993, 2013, 2014, 2015, 2016, 2018
- Leinster Senior Football Championships: 58

1891, 1892, 1894, 1896, 1897, 1898, 1899, 1901, 1902, 1904, 1906, 1907, 1908, 1920, 1921, 1922, 1923, 1924, 1932, 1933
1934, 1941, 1942, 1955, 1958, 1959, 1962, 1963, 1965, 1974, 1975, 1976, 1977, 1978, 1979, 1983, 1984, 1985, 1989, 1992
1993, 1994, 1995, 2002, 2005, 2006, 2007, 2008, 2009, 2011, 2012, 2013, 2014, 2015, 2016, 2017, 2018, 2019

## Hurling
Sebbene decisamente meno seguito e praticato del calcio gaelico, l'hurling è comunque molto importante nella contea e Dublino ha una discreta reputazione, tanto che è considerata comunque una dual county nonostante lo squilibrio tra i due sport. Questo è dovuto al fatto che Dublino compete nelle prime divisioni di lega di entrambi gli sport.

### Storia

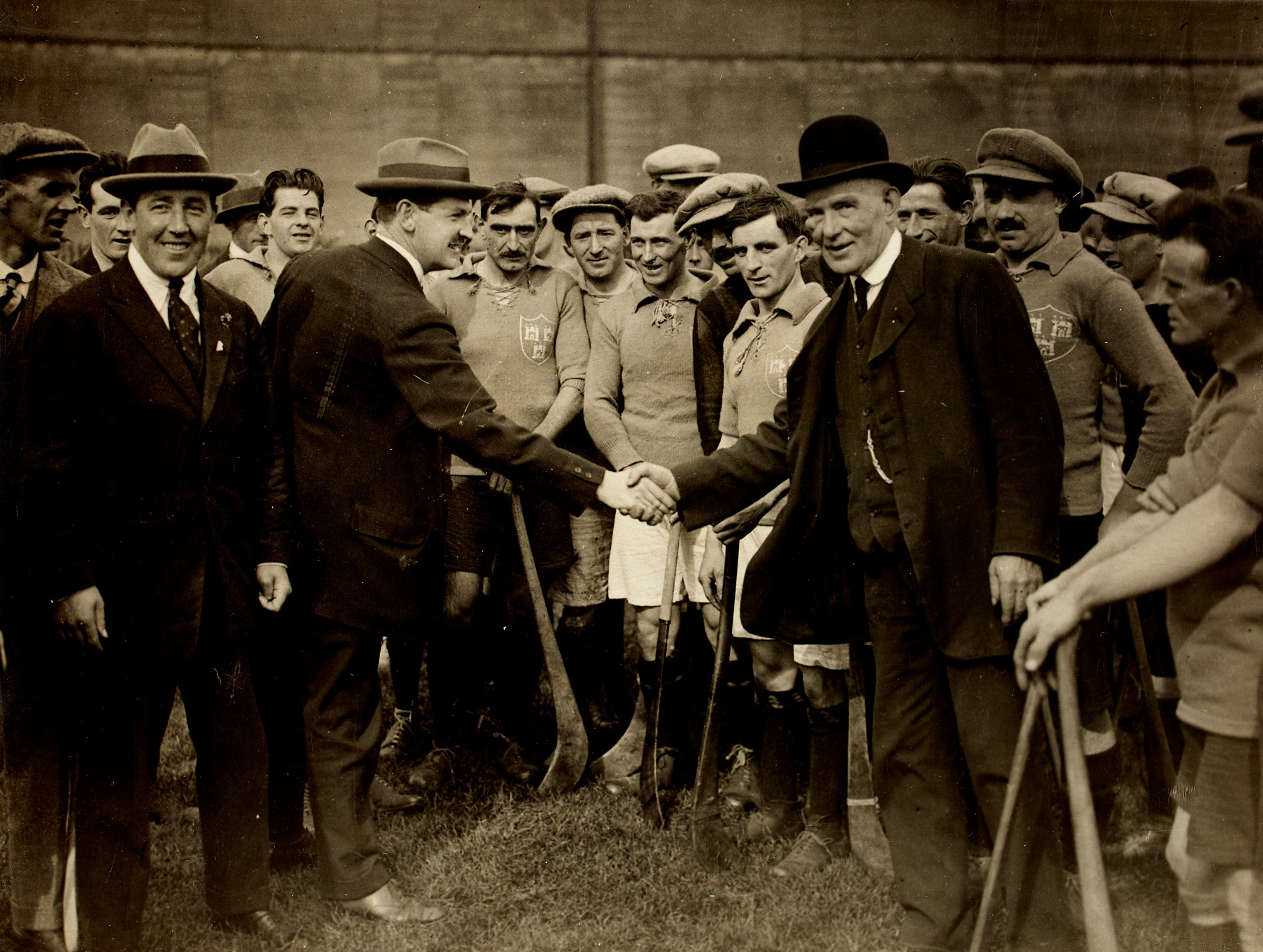
Squadra di Dublino schierata nel 1921 per foto di rito con Michael Collins ed Harry Boland

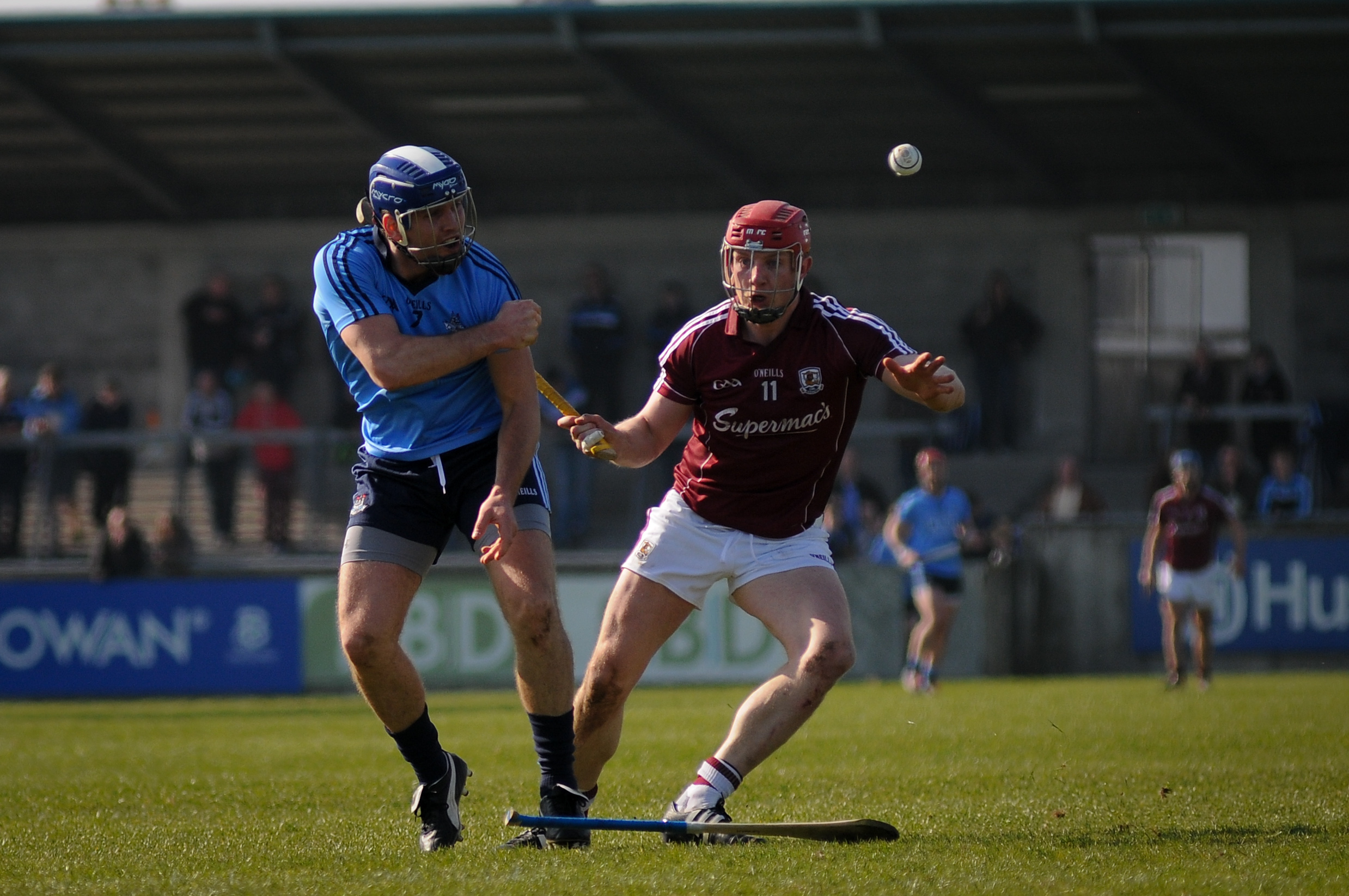
Dublino in campo contro Galway nel 2015

A livello di hurling, la squadra della capitale ha una storia meno prestigiosa rispetto a quella di football. L'ultima vittoria nazionale risale infatti al 1938, la sesta in totale. La franchigia si era in passato aggiudicata le edizioni del 1889, 1917, 1920, 1924 e 1927. 
Successivamente, anche a causa dell'imporsi delle superpotenze del Munster, Dublino passò in secondo piano, rimanendo una squadra di primo ordine ma senza possibilità di aggiudicarsi trofei.
La popolarità dello sport ha assunto una grande impennata nel prime decennio del nuovo millennio grazie al crescere del rendimento della franchigia e ai recenti successi delle squadre giovanili. Nel 2009 la squadra raggiunse la finale provinciale, capitolando solo contro la superpotenza dell'hurling, Kilkenny. Si sarebbe rifatta nell'edizione del 2013, vincendo il titolo Leinster contro Galway in finale dopo aver eliminato Kilkenny alle semifinali. Due anni prima Dublino ha vinto il campionato di Lega, primo trofeo dal 1938.
Il movimento dell'hurling è talmente in fermento nella contea che Dublino organizza anche un'altra squadra inter-county, la rappresentativa di Fingal, contea moderna sorta da una porzione della tradizionale contea di Dublino. La squadra gioca nella Kehoe Cup, divisione 2B della National Hurling League e nella Nicky Rackard Cup. Gestita dal board di Dublino, resta inteso che la squadra principale inter-county possa selezionare giocatori di Fingal per i tornei principali, mentre la GAA ha imposto a Fingal di selezionare giocatori solo nel suo territorio di pertinenza. Scopo di questa franchigia subordinata, i cui colori sono il viola e il bianco, è di incoraggiare la diffusione dell'hurling in un'area dove è poco giocato.

### Titoli
Dublino ha vinto per 6 volte la Senior All-Ireland Hurling final e per 24 occasioni il Leinster Senior Hurling Championship (ultima nel 1961). Si è aggiudicata la National Hurling League tre volte: nel 1929, 1939 e 2011.

## Impianti
Sebbene l'impianto ufficiale per gli eventi della rappresentativa di Dublino sia Parnell Park, molto spesso viene sfruttato l'impianto più capiente dell'intera Irlanda: Croke Park.

## Colori e simboli
Dublino gioca in maglia celeste e pantaloncini blu scuro. I calzettoni sono in genere o blu o azzurri in abbinato al resto della divisa.
Una prima divisa ufficiale fu adottata nel 1918 dopo che per anni la franchigia aveva utilizzato le divise dei club campioni territorialmente com'era usanza in gran parte dell'Irlanda. Le prime maglie erano celesti ma con pantaloncini e colletto bianchi. L'uso del blu scuro e quindi dell'attuale divisa fu introdotto nel 1974 e non è mai più cambiato.
Sin dalla divisa del 1918 ha sempre campeggiato sul petto delle divise lo stemma della città di Dublino, uno scudo contenente tre castelli con le torri fiammeggianti. Successivamente è stato sostituito dal logo ufficiale del board, comunque caratterizzato da un castello con le torri in fiamme.

## Tifosi

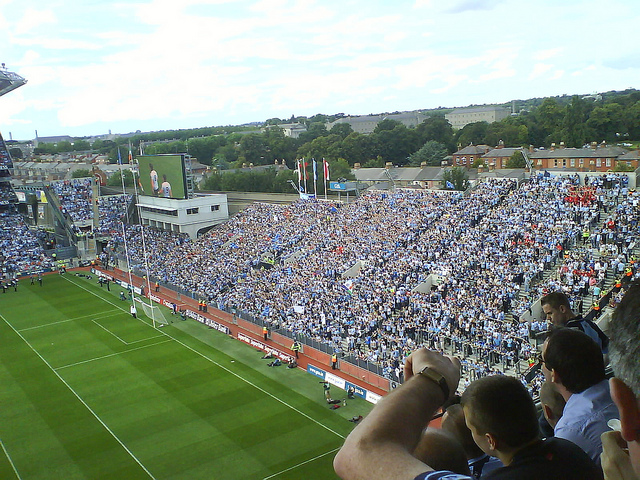
Hill 16 riempita da tifosi di Dublino

I sostenitori della squadra sono conosciuti come: The Dubs. Sono giudicati sia positivamente per il grande entusiasmo con cui assistono alle partite, sia negativamente perché considerati troppo attaccati al calcio che a Dublino riscontra molta popolarità. A tal proposito, uno dei maggiori argomenti di detrattori e di tifoserie opposte è che la maggior parte dei Dubs consista in realtà di tifosi di calcio inglese e che si trasformino in supporter GAA d'estate durante le finali All-Ireland quando la Premier inglese è ferma per pausa estiva. A fondamento di questa tesi ci sarebbe la grande differenza tra il numero di spettatori presenti alle partite dell'All-Ireland (torneo ad eliminazione) e quello dei tifosi presenti alle partite della National Football League (campionato a girone). 
Il loro canto tradizionale era in passato You'll Never Walk Alone e vige tuttora anche se è stato rimpiazzato, soprattutto dai tifosi più nazionalisti da Molly Malone, famosissima canzone popolare della capitale e sorta di inno ufficioso della città. I Dubs sono molto attaccati a Croke Park, in particolare modo al settore Hill 16, la piccola e particolare gradinata in piedi scoperta di curva, che di solito riempiono. Il loro legame con quel settore è dimostrato anche da un loro coro Hill 16 is Dublin only.
Tra i tifosi celebri ci sono: Bertie Ahern, Brian O'Driscoll e Colm Meaney.